# End of Green
End of Green — німецький альтернативний готик- / дум-метал-гурт, створений у Штутгарті в 1992 році. 

## Особливості

### Назва
End of Green — поширений у Німеччині вираз. Зелений колір — колір надії. Тому назва гурту означає ні що інше, як «кінець надії», «безнадійність».

### Стиль музики
Гурт грає «depressed subcore» — придуманий самими музикантами стиль для позначення своєї музики, яка по суті є органічним поєднанням готик- і дум-металу, альтернативного металу та гранджу.

## Історія

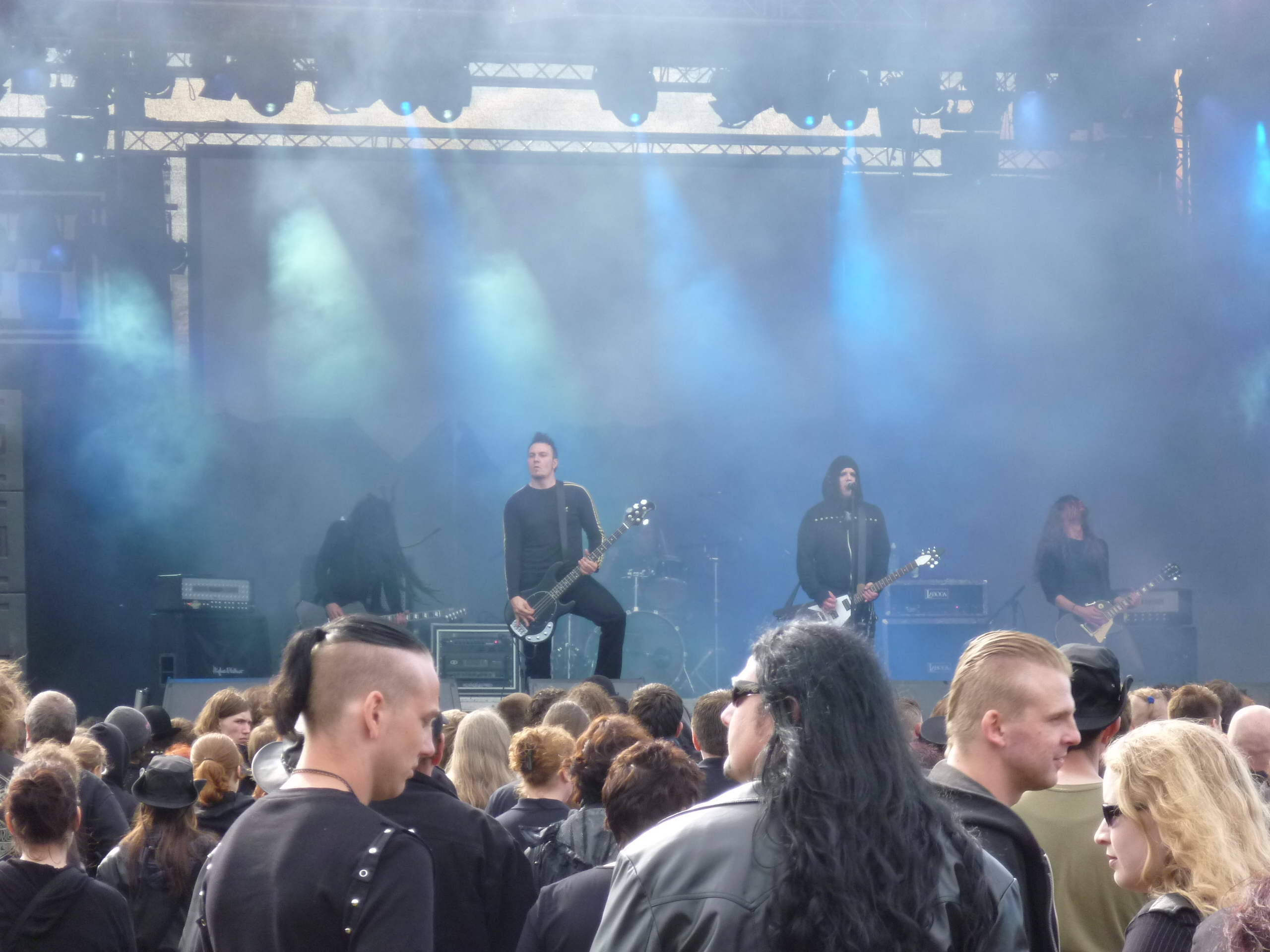
Гурт у 2010 році

Заснований у 1992 році в Штутгарті як готик-метал гурт Death A Way. У 1993 році випустили демо-запис під назвою Demo 93.
Після записів кількох демо змінився склад гурту. Вокалістом став гітарист  Michael «Michelle Darkness» Huber, з'явився новий басист Юрген Хеес, залишились і засновники — Oliver Merkle та Matthias Sifferman.
У 1994 році гурт змінює назву на End of Green і підписує контракт на п'ять альбомів із лейблом Nuclear Blast. 
Після цього йде Юрген, надто стурбований навчанням. Гурт випустив свій дебютний альбом Infinity на Nuclear Blast у 1996 році. Альбом записаний на студії Nightmare продюсером Еккі Ерленбушем із серпня по вересень 1995 року. Альбом отримав хороші відгуки у ЗМІ та серед шанувальників по всій Європі. Записали альбом як тріо, і тільки тоді до них приєднався новий басист Rainer Hampel. Унаслідок цих змін гурт почав тепер грати дарк-дум метал, змішаний із меланхолійною альтернативою. 
End of Green набував популярності, граючи з такими виконавцями, як Subway to Sally, Paradise Lost, Iggy Pop та In Extremo.
Їхня музика нагадувала тоді комбінацію Paradise Lost, My Dying Bride,  Black Sabbath, Anathema.
Після цього гурт залишив лейбл Nuclear Blast та підписалися на новий — Subzero Records. У 1998 році випустили новий альбом під назвою Believe... My friend. Після виходу диска до гурту приєднався гітарист Michael Setzer і почалась робота над наступним диском Songs For A Dying World.
У 2001 році гурт записує кавер для триб'ют-альбому Type O Negative , Black № 1, який видається силами журналу Orkus. Гурт йшов слідами дум-метал гуртів Paradise Lost і Katatonia. Додалися відчутні готичні мелодії, звук став моднішим.
У 2002 році виходить альбом Songs For A Dying World на Silverdust Records, спродюсований Ecki Erlenbusch. Цей альбом уже остаточно сформував музичний стиль гурту, який отримав назву «depressed subcore».
У 2003 року виходить альбом Last Night On Earth на Silverdust Records, у ролі продюсерів засвітилися Mitch Meister і Marc Martin.
Через два роки в 2005 знову на лейблі Silverdust Records виходить альбом Dead End Dreaming, спродюсований Alexander Krull в Mastersound Studio. Гурт знімає відео на 2 пісні (Weakness та Dead end Hero) з цього альбому.
У 2008 році виходить довгоочікуваний альбом The Sick's Sense на тому ж лейблі, де продюсером виступив Corni Bartels. Звучання альбому стало більш сучасним і динамічним, при цьому гурт впізнаваний як і раніше.
У квітні 2010 року у студії Weltraumstudios разом із продюсером Corni Bartels'ом розпочався запис сьомого альбому High Hopes In Low Places на лейблі Silverdust Records, реліз якого відбувся в серпні. Альбом посів 13 місце в німецькому чарті альбомів. Одночасно з альбомом було записано міні-альбом Gravedancer, до якого увійшли кавер-версії пісень таких виконавців, як WASP, Bay Laurel, Cold та інших.
У 2013 році, восьмий студійний альбом, під назвою The Painstream був випущений на Napalm Records, а потім дев'ятий альбом, Void Estate, у 2017 році.
У липні 2018, басист Hampez залишає гурт, щоб у присвятити себе власним музичним проєктам. Його заміняє Andreas «Hundi» Hund із гурту Undertow. У рамках концерту з нагоди 30-річчя групи Hampez знову з'являється у 2022 році з групою.

## Склад гурту

### Поточний склад
- Michael «Michelle Darkness» Huber — вокал, гітара
- Michael «Sad Sir» Setzer — гітара
- Oliver «Kirk Kerker» Merkle — гітара
- Andreas «Hundi» Hund — бас-гітара (2019 — сьогодні)
- Matthias «Lou Siffer» Siffermann — барабани

### Колишні учасники
- Rainer «Hampez» Hampel — бас-гітара

## Дискографія

### Death a Way
- Demo 93 (1993)

### End of Green
- Infinity (1996, Nuclear Blast, EMP)[2]
- Believe, My Friend... (1998, Subzero)
- Songs for a Dying World (2002, Silverdust)
- Last Night on Earth (2003, Silverdust)
- Dead End Dreaming (2005, Silverdust)
- The Sick's Sense (2008, Silverdust)[3]
- High Hopes in Low Places (2010)[4]
- The Painstream (2013, Napalm Records) – зайняв 13 місце в чартах Німеччини[5]
- Void Estate (2017, Napalm Records)[6][7]

### Перевидання
- Infinity (2002, Silverdust)
- Believe, My Friend... (2002, Silverdust)